# 스미레 (모델)
스미레(일본어: 純恋, 영어: Sumire, 1987년 7월 28일 ~ 2009년 6월 11일)는 일본의 모델이다. 2009년 6월 11일 뇌출혈로 사망했다.